# Визволення (роман)
«Визволення. Роман мілин» (англ. The Rescue, A Romance of the Shallows) — роман Джозефа Конрада 1920 року. Книга базується на життєвому досвіді Конрада з часів служби на пароплаві «Відар». Твір повертається до персонажа раніших романів Конрада — «Олмейрова примха» та «Вигнанець з островів» — капітана Тома Лінґарда. Роман складається з шістьох частин: «Людина й бриг», «Берег притулку», «Полон», «Дар мілин», «Справа честі й справа серця» та «Право життя й данина смерті».
Перший український переклад вийшов 1925 року у видавництві «Книгоспілка» (перекладачка — Ганна Касьяненко).

## Історія видання
Конрад почав роботу над романом у 1896 році, після чого покинув роботу над ним на понад ніж 20 років. Письменник повернувся до написання у 1918 році, а закінчив його 25 травня 1919 року. Цього ж року роман з'явився на сторінках журналу «Land and Water». Книжкове видання спочатку вийшло у США (21 травня 1920), а потім в Англії (14 червня 1920). Британське видання Конрад присвятив Фредеріку К. Пенфілду, колишньому послу США у Відні.

## Сюжет
Малайський архіпелаг. Капітан Том Лінґард пливе, щоб допомогти своєму приятелю Гассіму у поверненні королівства. Коли він натрапляє на яхту, що загрузла, то допомагає витягнути її з мілини. Не отримавши доброго прийняття зі сторони власника, пана Траверса, який вважає його авантурником, він натомість здобуває прихильність його дружини й зачаровується нею. Однак допомога, яку він надав яхті, приносить проблеми для Гассіма. Невдовзі тубільці, якими керує суперник Гассіма, починають їм загрожувати. Честь і вірність його переконань змушує Лінґарда оберігати європейців, навіть ризикуючи власною командою.

## Сприйняття
Сам Конрад вважав свій роман «твором зліпленим з латок», а також писав: «Очевидно, моншер (фр. mon cher — мій друже), твір не зовсім добрий. Свої найкращі речі я написав давно тому». Попри це, книга отримала позитивні відгуки від критиків, зокрема від Кетрін Менсфілд.

## Переклади українською
- Джозеф Конрад. «Визволення». Переклад з англійської: Ганна Касьяненко. Київ: «Книгоспілка». 1925 р. 333 стор.
- Джозеф Конрад. «Твори» Джозефа Конрада у двох томах. Том 1: «Визволення». Переклад з англійської: Ганна Касьяненко. Київ: «Слово». 1929 р.
- Джозеф Конрад. «Твори» Джозефа Конрада у двох томах. Том 1 «Визволення, Роман мілин». Переклад з англійської: Ганна Касьяненко. Редакція та передмова: А. Ніковський. Київ/Харків: Книгоспілка. 1929. 332 стор.
  - (передрук) Джозеф Конрад. «Вибране»: Оповідання (Аванпост прогресу, Лагуна, Завтра); Визволення, Роман мілин. Переклад з англійської: Марія Лисиченко (оповідання), Ганна Касьяненко (Визволення). Упорядкування, редакція та післямова: П. С. Шарандак. Київ: «Радянський письменник». 1959 р.
  - (передрук) Джозеф Конрад. Визволення, Роман мілин. Переклад з англ.: Ганна Касьяненко. Харків: Фоліо. 2020. 348 стор. ISBN 978-966-03-9112-3